# Tepec, Oaxaca
Tepec är en ort i Mexiko.   Den ligger i kommunen Santa María Teopoxco och delstaten Oaxaca, i den sydöstra delen av landet, 270 km sydost om huvudstaden Mexico City. Tepec ligger 1 999 meter över havet och antalet invånare är 208.
Terrängen runt Tepec är kuperad åt sydost, men åt nordväst är den bergig. Terrängen runt Tepec sluttar österut. Runt Tepec är det ganska tätbefolkat, med 144 invånare per kvadratkilometer. Närmaste större samhälle är San Gabriel Casa Blanca, 18,5 km väster om Tepec. Omgivningarna runt Tepec är en mosaik av jordbruksmark och naturlig växtlighet.